# Richard Gardiner
Richard Gardiner, britanski general, * 1900, † 1989.